# Kotatsu

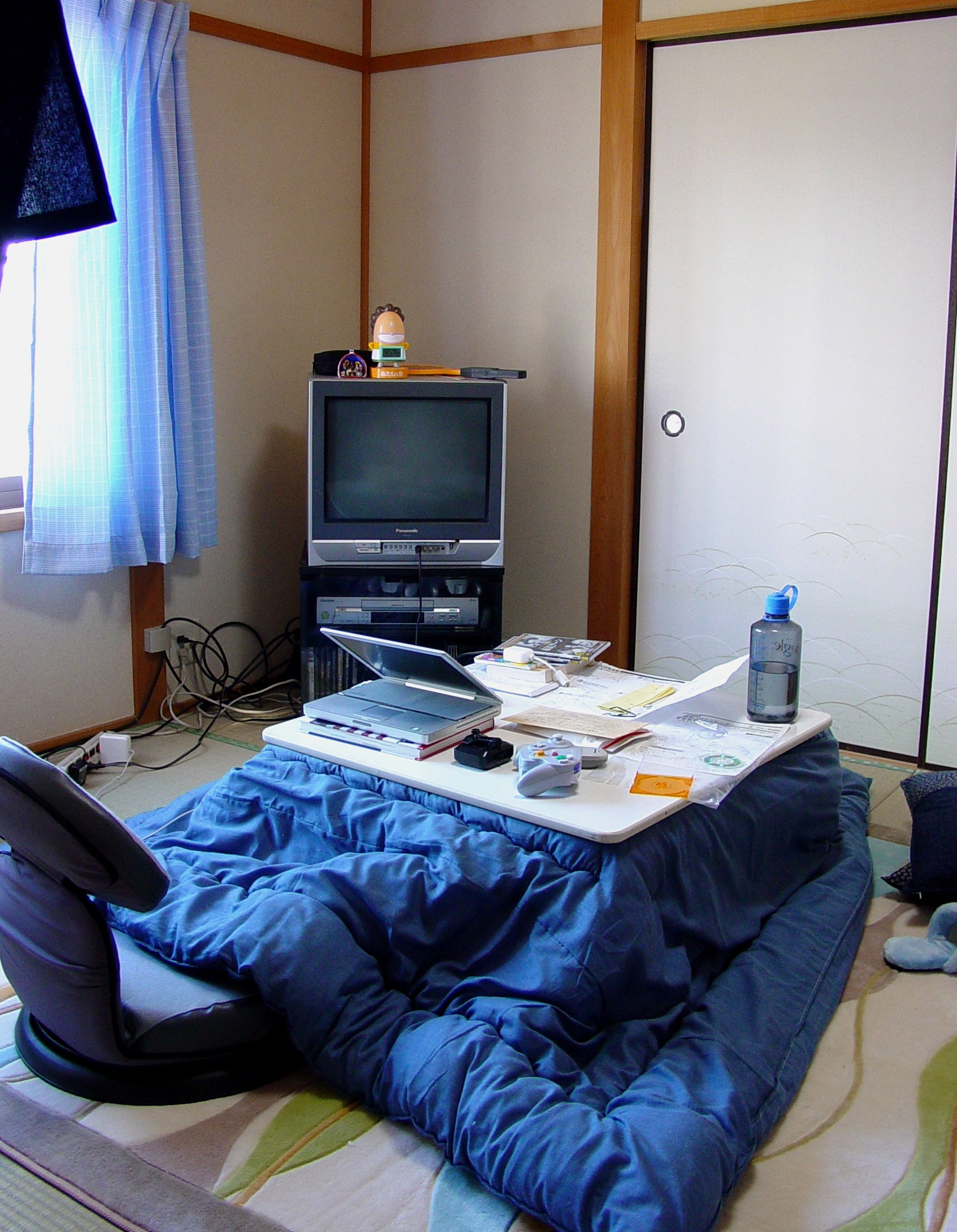
Moderne kotatsu

Een kotatsu is een Japans meubelstuk, een tafel met een deken (futon) eraan en een verwarmingselement eronder, waarmee men op koude dagen het onderlichaam warm kan houden. De kotatsu wordt wel gezien als een moderne variant van de irori, de traditionele Japanse open haard die men in plattelandswoningen vindt.
Tegenwoordig wordt de kotatsu meestal verwarmd met een elektrisch element, maar in het verleden werd hij met kooltjes warm gehouden. Het meubelstuk is dus enigszins vergelijkbaar met de ouderwetse voetenstoof.